# Хариет Тъбман
Хариет Тъбман (родена Араминта Хариет Рос; около март 1822 г. – 10 март 1913 г.) е чернокожа американска аболиционистка, хуманитаристка, политическа активистка и шпионин за съюзниците по време на Американската гражданска война.

## Биография
Родена като робиня в окръг Дорчестър, Мериленд, тя бяга от робство и организира тринадесет мисии за спасяването на над 70 роби, включително семейството и приятелите си, посредством мрежа от антиробски активисти и безопасни укрития, известни като Подземната железница. Впоследствие помага на Джон Браун да събере мъже за нападението над оръжейницата в Харпърс Фери в Западна Вирджиния. В следвоенните години става суфражетка.
Като дете Тъбман е бита и бичувана от различните си господари. В началото на живота си получава травма на главата, когато разярен собственик на роби хвърля тежък метален предмет, възнамерявайки да удари друг роб, но вместо това удря нея. Нараняването предизвиква световъртеж, болка и хиперсомния, които остава с нея през целия ѝ живот. След нараняването, Тъбман започва да изпитва странни видения и ярки сънища, които тя приписва на послания от Бога. Тези преживявания, съчетани с нейното методистко възпитание, я карат да стане силно религиозна.
През 1849 г. Хариет бяга във Филаделфия, след което се връща в Мериленд, за да спаси семейството си. Бавно, една по една група, тя извежда роднини със себе си и в крайна сметка извежда десетки други роби на свобода. Пътувайки през нощта и в изключителна тайна, Хариет Тъбман (или „Мойсей“, прозвището с което става известна) „никога не загубва пътник“. След като е приет Законът за бегълците роби от 1850 г., тя помага на бегълците да се преместят по на север в Британска Северна Америка и помага на новоосвободените роби да намерят работа. Тъбман се среща с Джон Браун през 1858 г. и му помага да планира и набира привърженици за неговата атака през 1859 г. над Харпърс Фери.
Когато започва Гражданската война, Тъбман работи за Съюзната армия, първо като готвач и медицинска сестра, а след това като въоръжен разузнавач и шпионин. Тя е първата жена, която ръководи въоръжена мисия във войната, като ръководи нападението в Комбахи Фери, което освобождава повече от 700 роби. След войната се оттегля в семейното жилище, което закупува през 1859 г. в Обърн, Ню Йорк, където се грижи за своите застаряващи родители. Тя е активна в движението за правото на жените да участват в изборите. След смъртта си през 1913 г. тя се превръща в символ на смелостта и свободата.
През 2019 излезе игрален филм описващ изключителната история за бягството на Хариет Тъбман от робство и превръщането ѝ в един от най-големите герои на Америка, чиято смелост, изобретателност и упоритост освобождават стотици роби и променят хода на историята.